# Прискорений діалог з НАТО

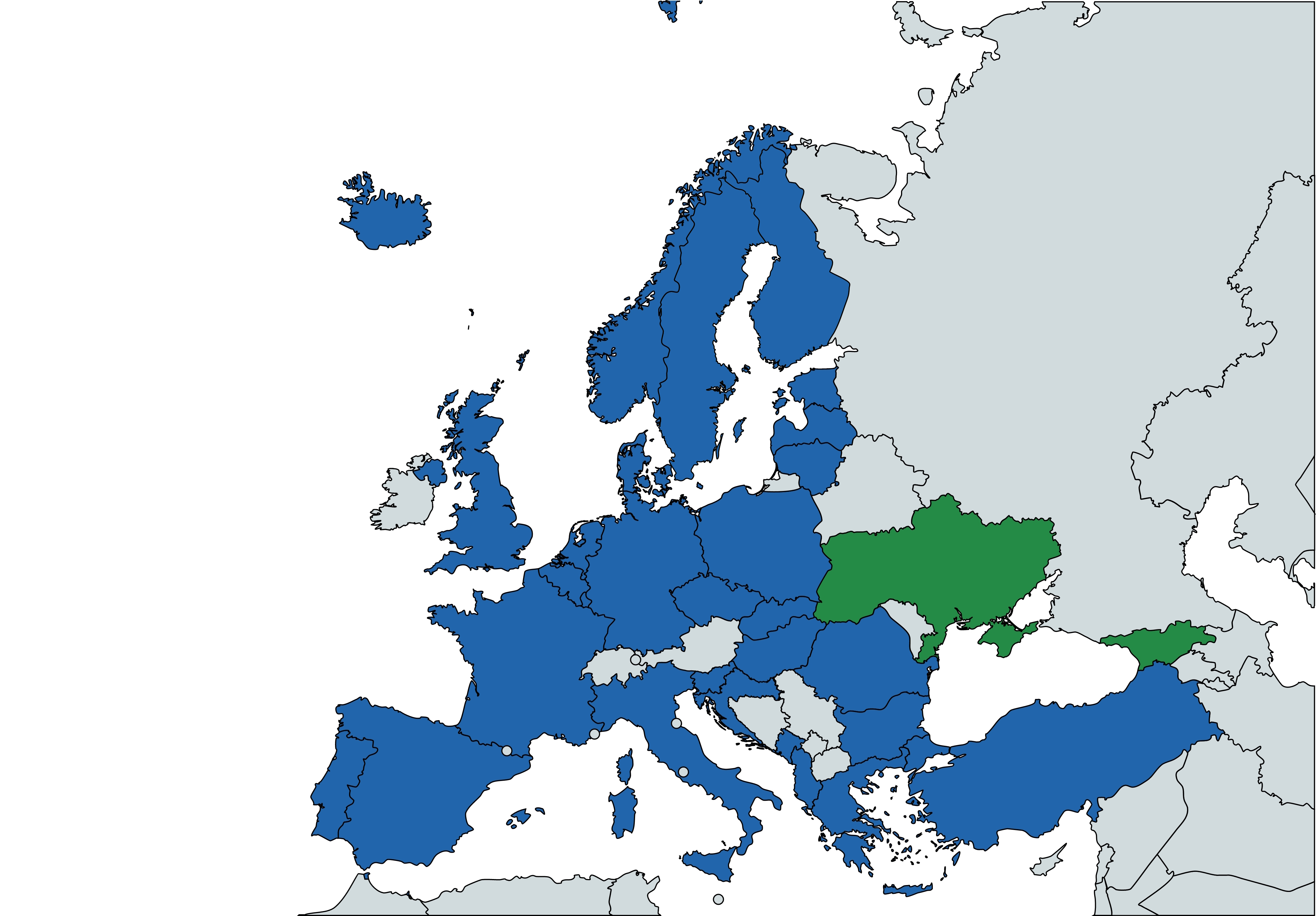
Україна та Грузія — країни, які мають формат відносин з НАТО у вигляді прискореного діалогу

Прискорений (інтенсифікований) діалог з НАТО (англ. Accelerated dialogue) — вид партнерства між НАТО і країнами не входять в блок, але мають зацікавленості і перспективу майбутнього членства в альянсі. Даний вид співпраці з НАТО передбачає проведення різних реформ в секторах нац. безпеки, збройних силах для адаптації їх до стандартів НАТО, і подальшому отриманні  плану дій щодо членства в альянсі. Вперше про можливість започаткування інтенсифікованого діалогу з країнами-учасницями Програми «Партнерство заради миру» було оголошено на Мадридському саміті НАТО 1997 року.
Країни, що беруть участь в даному форматі партнерства з НАТО:
- Україна (Квітень 2005)[2]
- Грузія (Вересень 2006)[3]